# Урречу
Урре́чу (баск. Urretxu, исп. Villarreal de Urrechua, до 1916 года — Вильярреаль, в 1916—1980 годах — Вильярреаль-де-Урречу, в 1980—1989 годах — Урречуа) — населённый пункт и муниципалитет в Испании, входит в провинцию Гипускоа в составе автономного сообщества Страна Басков. Муниципалитет входит в состав района (комарки) Гойерри; находится в 53 км от Сан-Себастьяна — административного центра провинции Гипускоа. Занимает площадь 16,88 км². Население — 6738 человек (2022).

## Этимология
Наиболее распространённая версия происхождения топонима Урречу связывает его с hurr(e)itz (с баск. — «орешник»).
Неофициальное название жителей Урречу, как и жителей близлежащих муниципалитетов Сумаррага и Эскиога-Ичасо, — otamotzak (от ote — колючий дрок и motz — короткий).

## География
С севера и востока муниципалитет ограничен рекой Урола, а с юга — её притоком Дескаргой. На севере и востоке граничит с муниципалитетом Сумаррага, на юге — с Сумаррагой и Легаспией, на востоке — с Ансуолой. Наивысшая точка — гора Иримо (898 метров).

## История
Город был основан в 1383 году на месте поселения Урречуа. 3 октября 1383 года Хуан I подписал поселенную хартию города: «Мы даём разрешение заселять город на наших землях Урречуа, что в Гипускоа, <…> всем, кто хотел бы жить и селиться там». Он же присвоил городу название Вильярреаль.
11 декабря 1383 года было подписано соглашение между Вильярреалем и соседним поселением Сумаррага, согласно которому жители Сумарраги должны были платить те же выплаты, что и жители Вильярреаля, и не могли продавать овёс и домашний скот за пределами этих двух городов. Этот союз был аннулирован в Бургосе 15 июля 1405 года, когда арбитражным решением кастильской короны было определено, что Сумаррага принадлежит к юрисдикции Сегуры.
Во время восстания комунерос Вильярреаль присоединился к Священной хунте Сообществ Кастилии и вместе с другими баскскими городами, поддержавшими комунерос, был разгромлен 19 апреля 1521 года в битве при Миньяно-Майор.
8 марта 1658 года в городе произошёл пожар, в результате которого были разрушены 26 домов, а также башня и портик приходской церкви.

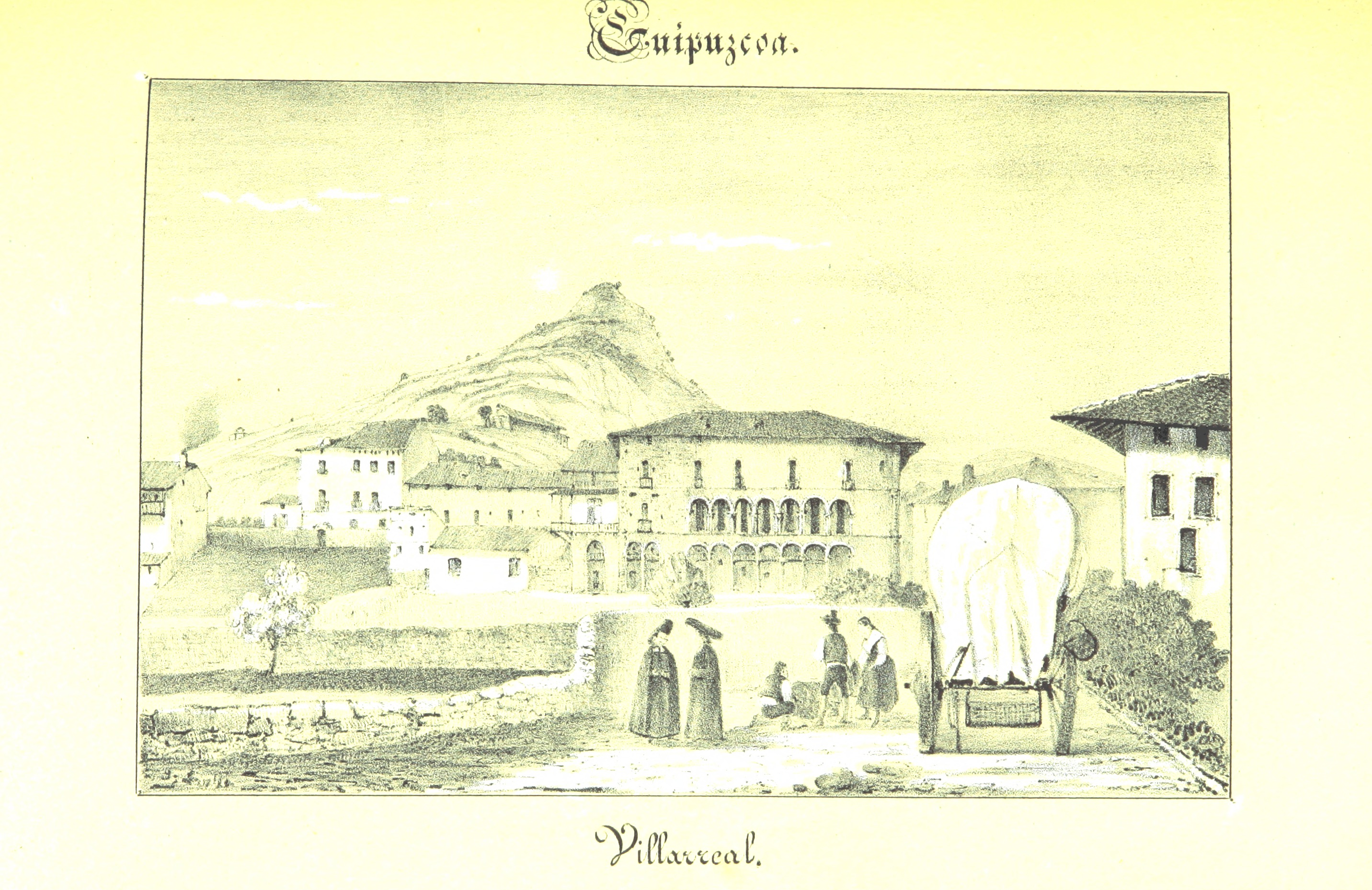
Вильярреаль в первой половине XIX века

Во время первой карлистской войны Сумаррага и Вильярреаль были захвачены карлистами 1 января 1835 года.
В середине XIX века, когда в Сумарраге была построена станция Северной железной дороги, в обоих населённых пунктах стала активно развиваться экономическая деятельность, а их окрестности получили неофициальное название «район доллара». Основными экономическими отраслями в Вильярреале в то время были торговля, сельское хозяйство, лесное хозяйство и металлургическая промышленность.
В 1906 году Королевское географическое общество рассматривало возможность переименования города из Вильярреаля в Вильярреаль-де-Урола (по названию реки), так как название Вильярреаль носили несколько других населённых пунктов Испании, однако это предложение не было принято. В соответствии с декретом 1916 года переименован в Вильярреаль-де-Урречу, при этом употреблялось и название с баскским постпозитивным артиклем -a — Вильярреаль-де-Урречуа.
В 1927 году был представлен проект объединения Вильярреаля с Сумаррагой под общим названием Сумаррага-Вильярреаль, но осуществлён он не был. Вторая попытка объединения городов, также не воплощённая в жизнь, относится к 1966 году.
В 1931 году, после установления Второй Испанской Республики, Вильярреаль-де-Урречу присоединился к статуту автономного сообщества Страна Басков. Город был представлен в Ассамблее баскских муниципалитетов в Эстелье. 20 сентября 1936 года был взят колонной подполковника Лос-Аркоса.
В 1970-е годы была создана петиция за переименование города в Урречу. Эту инициативу поддержал, в частности, лингвист Кольдо Мичелена, аргументируя необходимость переименования тем, что название Урречу используется в муниципальных соглашениях и разговорной речи. В 1980 году Вильярреаль-де-Урречу был официально переименован в Урречуа, в 1989 году — в Урречу. При этом в испанском языке продолжают использоваться прежние названия Villarreal de Urrechua и Villarreal de Urrechu.
В 2009 году была отреставрирована улица Калечики — самая узкая улица провинции Гипускоа (ширина 1,1 м).

## Население
| Год  | Численность | Численность |
| ---- | ----------- | ----------- |
| 1857 | 910         | [ 21 ]      |
| 1860 | 989         | [ 21 ]      |
| 1877 | 1013        | [ 21 ]      |
| 1887 | 1076        | [ 21 ]      |
| 1897 | 1030        | [ 21 ]      |
| 1900 | 1110        | [ 21 ]      |
| 1910 | 1151        | [ 21 ]      |
| 1920 | 1510        | [ 21 ]      |
| 1930 | 1727        | [ 21 ]      |
| 1940 | 2187        | [ 21 ]      |
| 1950 | 2804        | [ 21 ]      |
| 1960 | 4877        | [ 21 ]      |
| 1966 | 6031        | [ 22 ]      |
| 1970 | 6077        | [ 21 ]      |
| 1981 | 6430        | [ 21 ]      |
| 1986 | 6342        | [ 22 ]      |
| 1988 | 6340        | [ 22 ]      |
| 1991 | 6025        | [ 21 ]      |
| 1996 | 6153        | [ 22 ]      |
| 2001 | 6521        | [ 23 ]      |
| 2002 | 6604        | [ 24 ]      |
| 2003 | 6665        | [ 25 ]      |
| 2004 | 6667        | [ 26 ]      |
| 2005 | 6723        | [ 27 ]      |
| 2006 | 6778        | [ 28 ]      |
| 2007 | 6761        | [ 29 ]      |
| 2008 | 6812        | [ 30 ]      |
| 2009 | 6912        | [ 31 ]      |
| 2013 | 6853        | [ 32 ]      |
| 2014 | 6890        | [ 33 ]      |
| 2015 | 6908        | [ 34 ]      |
| 2016 | 6805        | [ 35 ]      |
| 2019 | 7010        | [ 36 ]      |
| 2020 | 6782        | [ 37 ]      |
| 2021 | 6773        | [ 38 ]      |
| 2022 | 6738        | [ 39 ]      |
| 2023 | 6739        | [ 40 ]      |
| 2024 | 6765        | [ 41 ]      |

По состоянию на 2020 год численность населения Урречу составляет 6829 человек, из них 22,1 % — лица старше 65 лет. 16,07 % населения имеют высшее образование. 8,01 % населения Урречу родились за пределами Испании.
59,97 % населения Урречу владеют баскским языком, преимущественно говором Гойерри, относящимся к центральному (гипускоанскому) диалекту. По состоянию на 2016 год из 6842 жителей Урречу 3504 человека назвали родным языком испанский, 2483 — баскский, 653 — оба, 202 — другие языки. Языком домашнего общения для 3627 человек является испанский, для 1897 — баскский, 1165 используют оба, а 153 в быту общаются на других языках.

## Символика

Большой герб Урречу

На гербе города в синем поле изображён замок с тремя зубчатыми башнями. В левом верхнем углу располагается полумесяц, в правом — пятиконечная звезда.
Девиз Урречу: Soli Deo Honor et Gloria (с лат. — «Только Богу честь и слава»).
Логотип Урречу, состоящий из трёх элементов: квадрата (центр города), листа орешника (отсылка к этимологии названия) и буквы U — был создан в 2008 году в рамках конкурса. Его разработал житель Легаспии Матьин Осинальде Беристайн, работа которого была признана лучшей среди 63 проектов.

## Политика

### Муниципальный совет
Муниципальные выборы проводятся в Испании каждые четыре года в четвёртое воскресенье мая. Органический закон о всеобщем избирательном процессе устанавливает, что количество советников, избираемых в каждом муниципалитете, зависит от количества его жителей и при этом всегда является нечётным.
| Политическая партия                                        | 2023    | 2023 | 2019    | 2019 | 2015    | 2015 | 2011    | 2011 | 2007    | 2007 | 2003    | 2003 | 1999    | 1999 | 1995    | 1995 | 1991    | 1991 |
| ---------------------------------------------------------- | ------- | ---- | ------- | ---- | ------- | ---- | ------- | ---- | ------- | ---- | ------- | ---- | ------- | ---- | ------- | ---- | ------- | ---- |
| Баскская националистическая партия                         | 41,17 % | 6    | 46,16 % | 7    | 35,62 % | 5    | 26,85 % | 4    | 18,26 % | 2    | —       | —    | —       | —    | 14,66 % | 2    | 12,35 % | 1    |
| Euskal Herria Bildu / Bildu                                | 37,98 % | 5    | 31,86 % | 4    | 35,22 % | 5    | 33,62 % | 6    | —       | —    | —       | —    | —       | —    | —       | —    | —       | —    |
| Баскская социалистическая партия / Euskadiko Ezkerra       | 17,73 % | 2    | 14,58 % | 2    | 15,38 % | 2    | 15,51 % | 2    | 20,67 % | 3    | 22,91 % | 3    | 18,27 % | 2    | 18,27 % | 3    | 17,13 % | 2    |
| Irabazi                                                    | —       | —    | —       | —    | 8,36 %  | 1    | —       | —    | —       | —    | —       | —    | —       | —    | —       | —    | —       | —    |
| Народная партия                                            | 1,05 %  | 0    | 1,52 %  | 0    | 2,91 %  | 0    | 4,96 %  | 0    | 5,00 %  | 0    | 8,55 %  | 1    | 6,37 %  | 1    | —       | —    | —       | —    |
| Hamaikabat                                                 | —       | —    | —       | —    | —       | —    | 8,34 %  | 1    | —       | —    | —       | —    | —       | —    | —       | —    | —       | —    |
| Aralar                                                     | —       | —    | —       | —    | —       | —    | 5,35 %  | 0    | —       | —    | —       | —    | —       | —    | —       | —    | —       | —    |
| Ezker Batua-Berdeak                                        | —       | —    | —       | —    | —       | —    | 3,47 %  | 0    | 7,04 %  | 1    | 7,21 %  | 1    | 4,62 %  | 0    | 5,97 %  | 0    | —       | —    |
| Баскское национальное действие                             | —       | —    | —       | —    | —       | —    | —       | —    | 25,06 % | 4    | —       | —    | —       | —    | —       | —    | —       | —    |
| Баскская солидарность                                      | —       | —    | —       | —    | —       | —    | —       | —    | 22,44 % | 3    | —       | —    | —       | —    | 41,57 % | 6    | 46,43 % | 7    |
| Баскская националистическая партия / Баскская солидарность | —       | —    | —       | —    | —       | —    | —       | —    | —       | —    | 59,93 % | 8    | 43,76 % | 6    | —       | —    | —       | —    |
| Euskal Herritarrok                                         | —       | —    | —       | —    | —       | —    | —       | —    | —       | —    | —       | —    | 25,25 % | 4    | —       | —    | —       | —    |
| Herri Batasuna                                             | —       | —    | —       | —    | —       | —    | —       | —    | —       | —    | —       | —    | —       | —    | 17,41 % | 2    | 16,99 % | 2    |
| Euskadiko Ezkerra                                          | —       | —    | —       | —    | —       | —    | —       | —    | —       | —    | —       | —    | —       | —    | —       | —    | 6,56 %  | 1    |
| Подемос / Ezker Anitza / Verdes Equo                       | —       | —    | 4,79 %  | 0    | —       | —    | —       | —    | —       | —    | —       | —    | —       | —    | —       | —    | —       | —    |
| Escaños en Blanco                                          | —       | —    | 0,27 %  | 0    | —       | —    | —       | —    | —       | —    | —       | —    | —       | —    | —       | —    | —       | —    |

### Мэры
1. Хуан Арбису Ларраса (с 1979 по 1983), беспартийный[57][5].
2. Леон Арриета (с 1983 по 1987), Баскская националистическая партия[5].
3. Рамон Арбису Ларраса (с 1987 по 1991), Баскская солидарность[58].
4. Рамон Арбису Ларраса (с 1991 по 1995), Баскская солидарность[5][59].
5. Пельо Гонсалес Аргоманис (с 1995 по 1999), Баскская солидарность[5][59][60].
6. Пельо Гонсалес Аргоманис (с 1999 по 2003), Баскская солидарность — Баскская националистическая партия[59].
7. Пельо Гонсалес Аргоманис (с 2003 по 2007), Баскская солидарность — Баскская националистическая партия[59].
8. Иньяки Сабала Бенгоэчеа (с 2007 по 2011), Баскское национальное действие (с 2009 года беспартийный)[61].
9. Ойане Сабалета Мухика[баск.] (с 2011 по 2015), Bildu[62][63].
10. Йон Кольдобика Луки Альбисуа (с 2015 по 2019), Баскская националистическая партия[64].
11. Йон Кольдобика Луки Альбисуа (с 2019 по 2023), Баскская националистическая партия[65].
12. Йон Кольдобика Луки Альбисуа (с 2023 по 2027), Баскская националистическая партия[66].

## Экономика
По состоянию на 2016 год, доля экономически активного населения составляет 47,14 % от общего населения Урречу. В городе наблюдается убыль экономически активного населения в результате закрытия и реструктуризации промышленных предприятий в районе Гойерри. Уровень безработицы в 2022 году составляет 7,52 %.
В экономике города на долю первичного сектора приходится 0,3 %, вторичного — 25,7 %, третичного — 59,5 %, строительства — 14,5 % (данные приведены по состоянию на 2017 год).
К числу крупнейших промышленных предприятий города относилась фабрика по производству инструментов Irimo, закрытая в 2001 году. В 2018 году здание фабрики приобрела компания Talleres Mecánicos Telleria SA, что стало первым шагом к восстановлению промышленной зоны.
Торговые предприятия и организации, относящиеся к сфере услуг, сосредоточены в районах Лабеага и Ипеньярьета, а также в соседнем городе Сумаррага, образующем конурбацию с Урречу (в частности, в Сумарраге находятся железнодорожный и автобусный вокзалы, больница и почтовое отделение).

## Транспорт
В городе действует автобусный маршрут Auzobusa, который курирует городской совет Урречу. Линия проходит от улицы Ипаррагирре до площади Хосе Мари Ласы и насчитывает девять остановок.

## Культура и искусство
В Урречу работают следующие музеи:
- музей минералов и окаменелостей Urrelur[74];
- детский музей баскской культуры под открытым небом Natur Eskola Bizia[75].

С 1995 по 2020 год работал также музей пчёл Aikur.
В городе есть муниципальная библиотека.

## Религия
Большинство населения — католики. Урречу относится к епархии Сан-Себастьяна. Единственная действующая приходская церковь в городе построена в XVI веке и посвящена святому Мартину Турскому. Здание церкви Богоматери Лурдской в 2021 году было передано муниципальному совету на пять лет.
В Урречу представлена женская монашеская конгрегация Дочерей милосердия. До 2021 года в городе служили священники-пассионисты.
Покровительницей города считается святая Анастасия.
| - Церковь Святого Мартина Турского - Церковь Богоматери Лурдской (недействующая) - Часовня Богоматери Чудотворного медальона (недействующая) - Часовня Святой Варвары |

## Известные уроженцы
- Хосе Мария Ипаррагирре (1820—1881) — баскский поэт и музыкант.
- Сенон Арамбуру (1879—1969) — первый епископ Уху.
- Хесус Ларраньяга (1901—1941) — революционер, член руководства Коммунистической партии Испании.

## Урречу в искусстве
Урречу упоминается в песне Nere herriko gazteei, написанной на слова Хосе Марии Ипаррагирре в 1876 году: «Villarreal de Urrechu, nere herri maitea» (с баск. — «Вильярреаль-де-Урречу, мой любимый город»), в 1999 году вошедшей в состав альбома Iparragirre bueltan etxera группы Oskorri, а также в другой песне Ипаррагирре — Ameriketatik Urretxuko semeei (с баск. — «Из Америки — сынам Урречу»)

## Города-побратимы
- Шварценбрукк, Германия (с 1991 года)[86]